# DDR-Meisterschaften im Gewichtheben 1953
Die 5. DDR-Meisterschaften im Gewichtheben fanden am 4. und 5. Juli 1953 in der Plauener Festhalle statt. Gewertet wurde das Mehrkampfergebnis im olympischen Dreikampf aus Reißen, Stoßen und Drücken.

## Medaillengewinner
| Disziplin                         | Gold                                     | Gold     | Silber                                    | Silber   | Bronze                                        | Bronze   |
| --------------------------------- | ---------------------------------------- | -------- | ----------------------------------------- | -------- | --------------------------------------------- | -------- |
| Bantamgewicht (bis 56 kg)         | Franz Frank (BSG Einheit Stralsund)      | 260,0 kg | Fritz Urban (BSG MAS Heldrungen)          | 242,5 kg | Manfred Schaal (SK Vorwärts KVP Leipzig)      | 235,0 kg |
| Federgewicht (bis 60 kg)          | Georg Miske (SK Vorwärts KVP Leipzig)    | 275,0 kg | Werner Müller (BSG Chemie Meißen)         | 255,0 kg | Heinz Kahl (BSG Motor Zittau)                 | 250,0 kg |
| Leichtgewicht (bis 67,5 kg)       | Gerhard Schulze (BSG Chemie Meißen)      | 290,0 kg | Kurt Helbig (SK Vorwärts KVP Leipzig)     | 288,5 kg | Helmuth Unrein (BSG Einheit Weimar)           | 282,5 kg |
| Mittelgewicht (bis 75 kg)         | Alois Hinke (BSG Motor Suhl)             | 310,0 kg | Werner Hahnefeld (BSG Chemie Meißen)      | 292,5 kg | Alfons Schulz (BSG Aufbau Stralsund)          | 287,5 kg |
| Leichtschwergewicht (bis 82,5 kg) | Günter Siebert (SK Vorwärts KVP Leipzig) | 340,0 kg | Edgar Zinnt (BSG Aufbau Stralsund)        | 320,0 kg | Ernst Wunsch (BSG Rotation Berlin)            | 280,0 kg |
| Mittelschwergewicht (bis 90 kg)   | Wilhelm Ludwig (SG Dynamo Berlin)        | 300,0 kg | Hans Jakisch (BSG Motor Görlitz)          | 280,0 kg | Karl Mrose (BSG Aktivist Welzow)              | 277,5 kg |
| Schwergewicht (über 90 kg)        | Fritz Lorenz (BSG Stahl Calbe)           | 340,0 kg | Gerhard Rugener (SK Vorwärts KVP Leipzig) | 295,0 kg | Kurt Fickenscher (BSG Chemie Großbreitenbach) | 290,0 kg |